# Gypsy (саундтрек)
Gypsy — саундтрек американской певицы Бетт Мидлер, записанный для музыкального фильма «Цыганка». Альбом был выпущен 23 ноября 1993 года на лейбле Atlantic Records.

## Об альбоме
В 1993 году на экраны вышла киноадаптация мюзикла «Цыганка», главную роль мамы Роуз в которой исполнила американская актриса и певица Бетт Мидлер. За исполнение этой роли в 1994 году Мидлер получила «Золотой глобус» за лучшую женскую роль в мини-сериале или телефильме, а сам фильм получил двенадцать номинаций на премию «Эмми».
Несмотря на то, что фильм транслировался только на канале CBS в США, а Мидлер фигурировала только на 7 из 17 песен, альбом был выпущен как альбом Бетт Мидлер компанией Atlantic Records на международном уровне в 1993 году. Позднее сам фильм также был выпущен на видео в большинстве стран мира.
Альбом достиг 183 места в чарте Billboard 200.

## Отзывы критиков
Уильям Рульман из AllMusic отметил, что самым ответственным при создании любой «Цыганки» должен быть выбор актрисы на роль Мамы Роуз; здесь же рецензент усмотрел проблемы с игрой Бетт Мидлер. Он отметил, что как поп-певица, она привыкла исполнять песни в симпатической и располагающей манере, которая не совсем подходит такому монстру как Мама Роза. В некоторых номерах, по его мнению, певица справляется прекрасно, но в других, таких как «Some People» и «Everything’s Coming Up Roses» — не дотягивает.

## Список композиций
Все тексты написаны Стивеном Сондхаймом, вся музыка написана Жюлем Стайном.
| №                   | Название                        | Исполнитель | Длительность |
| ------------------- | ------------------------------- | --- | ------------ |
| 1.                  | «Overture»                      | | 4:56         |
| 2.                  | «May We Entertain You»          | Лейси Шабер, Элизабет Мосс                                                                                         | 0:52         |
| 3.                  | «Some People»                   | Бетт Мидлер | 3:16         |
| 4.                  | «Small World»                   | Бетт Мидлер, Питер Ригерт                                                                                          | 3:23         |
| 5.                  | «Baby June And Her Newsboys»    | Лейси Шабер, Элизабет Мосс, Джои Кео, Блейк Армстронг, Тео Вайнер                                                  | 2:08         |
| 6.                  | «Mr. Goldstone»                 | Бетт Мидлер, Питер Ригерт, Дженнифер Бек, Джеффри Броадхаст, Питер Локьер, Майкл Мур, Патрик Бойд                  | 2:27         |
| 7.                  | «Little Lamb»                   | Синтия Гибб | 2:20         |
| 8.                  | «You’ll Never Get Away From Me» | Бетт Мидлер, Питер Ригерт                                                                                          | 2:57         |
| 9.                  | «Dainty June And Her Farmboys»  | Дженнифер Бек, Джеффри Броадхаст, Питер Локьер, Майкл Мур, Патрик Бойд, Терри Линдхольм, Грег Расселл, Синтия Гибб | 4:36         |
| 10.                 | «If Momma Was Married»          | Дженнифер Бек, Синтия Гибб                                                                                         | 2:56         |
| 11.                 | «All I Need Is the Girl»        | Джеффри Броадхаст                                                                                                  | 4:58         |
| 12.                 | «Everything’s Coming Up Roses»  | Бетт Мидлер | 2:50         |
| 13.                 | «Together (Wherever We Go)»     | Бетт Мидлер, Питер Ригерт, Синтия Гибб                                                                             | 2:58         |
| 14.                 | «You Gotta Get a Gimmick»       | Линда Харт, Анна Макнили, Кристин Эберсоул                                                                         | 4:07         |
| 15.                 | «Let Me Entertain You»          | Синтия Гибб | 2:33         |
| 16.                 | «Rose’s Turn»                   | Бетт Мидлер | 4:05         |
| 17.                 | «End Credits»                   | | 3:10         |
| Общая длительность: | Общая длительность:             | Общая длительность:                                                                                                | 54:32        |

## Чарты
| Чарт (1993)         | Высшая позиция |
| ------------------- | -------------- |
| США (Billboard 200) | 183            |